# رز مک‌داول
رز مک‌داول (به انگلیسی: Rose McDowall؛ زادهٔ ۲۱ اکتبر ۱۹۵۹؛ زاده‌شده با فامیل پورتر) موسیقی‌دان اسکاتلندی است که در سال ۱۹۸۱ با جیل برایسون استرابری سوئیچ‌بلید را به‌وجود آورد.